# Prażmów (Mazovie)
Pour les articles homonymes, voir Prażmów.
Prażmów (prononciation : [ˈpraʐmuf]) est un village polonais de la gmina de Prażmów dans le powiat de Piaseczno de la voïvodie de Mazovie dans le centre-est de la Pologne.
Le village est le siège administratif (chef-lieu) de la gmina appelée gmina de Prażmów.
Il se situe à environ 15 kilomètres au sud de Piaseczno (siège du powiat) et à 31 kilomètres au sud de Varsovie (capitale de la Pologne).
Le village compte approximativement une population de 326 habitants en 2010.

## Histoire
De 1975 à 1998, le village appartenait administrativement à la voïvodie de Varsovie.